# An Chŏng-bok
An Chŏng-bok (안정복) est un lettré coréen, appartenant à l'école Silhak. Il est né en 1712 et est mort le 20 juillet 1791.
Il est considéré comme le premier historien coréen de la période Joseon. Il a publié un ouvrage sur les débuts de la période des Trois Royaumes.